# 杰奎琳·弗雷尼
杰奎琳·弗雷尼（英語：Jacqueline Freney，1992年6月6日—），澳大利亚女子游泳运动员。她曾代表澳大利亚参加2008年和2012年夏季残疾人奥林匹克运动会游泳比赛，获得八枚金牌和三枚铜牌。